# 24 août 1960
Le mercredi 24 août 1960 est le 237e jour de l'année 1960.

## Naissances
- Antoni Riberaygua Sasplugas, homme politique andorran
- Au Yeong Pak Kuan, joueur de football singapourien
- Cal Ripken, joueur de base-ball américain
- Drago Mlinarec, joueur professionnel slovène de hockey sur glace
- Eli Pasquale (mort le 4 novembre 2019), joueur de basket-ball canadien
- Franz Viehböck, ingénieur électrique autrichien et spationaute
- Freddy Hufnagel, joueur de basket-ball
- Jimmy Montanero, footballeur équatorien
- Joel D. Wynkoop, réalisateur américain
- Kim Christofte, footballeur danois
- Perihan Mağden, écrivaine turque
- Scott Lobdell, scénariste de bande dessinée américain
- Shinji Kobayashi, footballeur japonais
- Stéphane Layani, haut fonctionnaire français
- Steven Lindsey, astronaute américain
- Takashi Miike, réalisateur japonais
- Vincent Safrat, éditeur français

## Décès
- Charlotte Ainslie (née le 15 février 1863), directrice d'école écossaise
- Edvard Benedicks (né le 9 février 1879), tireur sportif suédois
- Julien Bessonneau (né le 13 mai 1880), homme politique français